# Jean-Claude Libert
 (octobre 2018).
Si vous disposez d'ouvrages ou d'articles de référence ou si vous connaissez des sites web de qualité traitant du thème abordé ici, merci de compléter l'article en donnant les références utiles à sa vérifiabilité et en les liant à la section « Notes et références ».

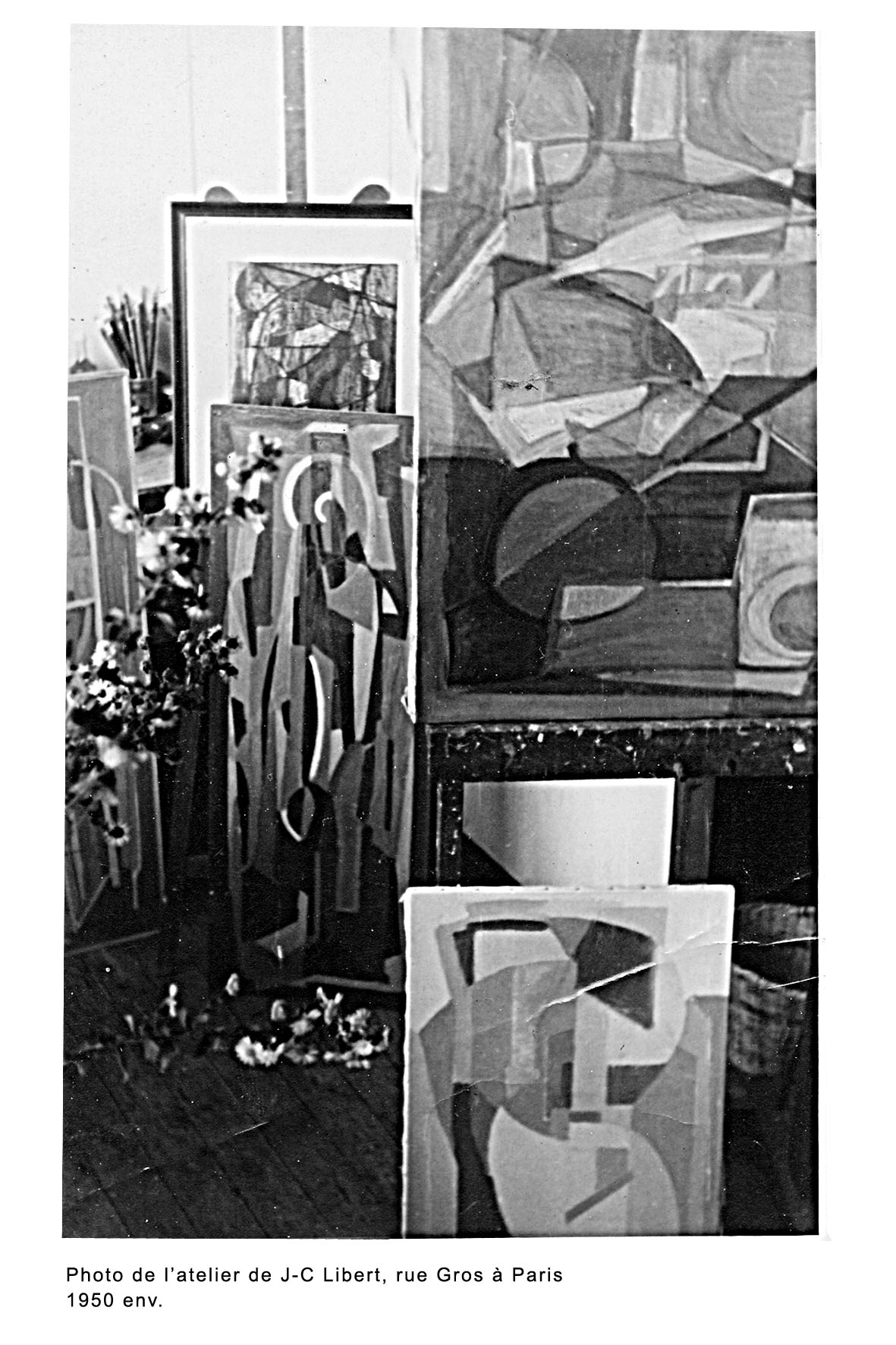
Photo de l'Atelier de Jean-Claude Libert rue Gros à Paris en 1950

Jean Claude Libert (Paris, 1917 - Antony, 1995) est un peintre français cubiste et abstrait de la nouvelle école de Paris, disciple d’Albert Gleizes.
Il a réalisé également de nombreuses poteries et céramiques à Moly-Sabata (1952 à 1955) et à Villeneuve-lès-Avignon (1956 à 1961) ainsi que des décorations murales au titre du 1 %[Quoi ?] dans des collèges et lycées.

## Biographie
Jean-Claude Libert naît à Paris dans le 1er arrondissement dans une famille de dessinateurs pour tissus et ameublement. Son grand-père paternel Joseph Constant Gustave Libert était vosgien et dessinateur lui-même, apprécié par le cabinet des dessins du Muséum d’histoire naturelle pour ses études de plantes et de fleurs, la manufacture des Gobelins lui commanda plusieurs projets de cartons de tapisserie. Le père de Jean-Claude Libert Marcel Libert né à Paris en 1883, prendra la succession de Joseph Constant en créant la maison Libert Dessins qui deviendra renommée en Angleterre, Italie et Allemagne dans les années 1930 pour ses dessins pour tissus, robe et ameublement. Les principaux clients de la Maison Libert dessins étaient les soyeux lyonnais, le décorateur Pierre Frey, les soieries Brochier, , etc.

### Première période. Les Arts Décos et la mobilisation en 1939
Après avoir obtenu son diplôme de l’École nationale supérieure des arts décoratifs en 1938, Jean-Claude Libert expose au Salon d'Automne et découvre la peinture de Robert Delaunay et Albert Gleizes au Salon des Tuileries. En 1939, âgé de 22 ans, il est mobilisé et doit fait son service militaire comme élève officier de réserve au 46e régiment d'infanterie. Envoyé en 1940 par ses supérieurs avec ses douze hommes en Moselle puis en Lorraine pour pénétrer en territoire ennemi, il est fait prisonnier par les Allemands et restera cinq ans à l'Oflag XVII-A. Cette expérience humaine l’amènera à découvrir d’autres milieux sociaux et à développer une plus grande liberté d’esprit. Sur place, il continuera à peindre et à dessiner de magnifiques portraits à l'aquarelle de ses collègues prisonniers.

### Deuxième période (1946-1947). Première rencontre avec Albert Gleizes
À son retour de captivité en 1945, il prend une année sabbatique. Il commence à peindre et travaille également avec son père comme dessinateur et gérant ad hoc de la Maison Libert dessins. Ses parents l'aident financièrement pour qu'il puisse avoir un atelier, proche de l'hôtel particulier de ses parents rue de Chézy à Neuilly. En 1946, lors d'un premier séjour en Bretagne à Saint-Guénolé il fait la connaissance de sa future femme Yvette Richer-Trouville. Il la revoit à Paris. Tous deux ne se quittent plus et descendent pour leurs fiançailles s’installer pendant un an dans la maison du grand-père maternel de Jean-Claude Eugène Donard (chimiste et grand ami[réf. nécessaire] de Nadar) à Villeneuve-lès-Avignon. Lors de son séjour, grâce au poète Raymond Christoflour, il fait la connaissance d’Albert Gleizes avec lequel il aura des échanges intellectuels approfondis sur la métaphysique chrétienne. Il restera deux ans avec sa jeune fiancée à Villeneuve-lès-Avignon et connaîtra les débuts du TNP de Jean Vilar grâce à Jules Supervielle qui logera chez lui le temps des répétitions de sa pièce Shéhérazade.

### Troisième période (1949-1950). L'Art construit et le cubisme métaphysique d'Albert Gleizes
De retour à Paris en 1949, son père étant malade, Jean-Claude Libert loue un atelier rue Gros dans le 16e arrondissement, près de la Galerie Colette Allendy. Il fera là-bas la connaissance de Vieira da Silva, Sonia Delaunay, Del Mare, Picabia, Poliakoff, les peintres du groupe Mesure, les sculpteurs Gilioli et Étienne Martin ; il reverra de nouveau Albert Gleizes. Sa peinture est à cette époque influencée par les règles du nombre d'or et de l'abstraction géométrique, après un passage par le cubisme. Il expose au Salon d'Automne de 1949 et au Salon des réalités nouvelles en 1950. Mais cette situation ne le satisfait pas. Ce qu'il veut c'est changer de vie, approfondir ce qu'il a perçu de l'enseignement ésotérique d'Albert Gleizes et de René Guénon et tenter l'aventure de la spiritualité.

### Moly Sabata (1952 à 1955)
Après une nombreuse correspondance avec Gleizes, il se décide enfin à prendre la succession d'Anne Dangar à Moly Sabata et faire lui aussi son apprentissage de potier. Mêler cubisme et tradition populaire était le vœu le plus cher d'Albert Gleizes qui voit en Jean-Claude Libert un artiste très sensible mais aussi un grand artisan. Jean-Claude et Yvette Libert, jeunes mariés donneront là bas naissance à leurs deux premiers enfants Blandine et Guillaume. Une très grande production de poteries et céramiques de Jean-Claude Libert cuites dans le four à bois d'Anne Dangar sera faite par le peintre jusqu'en 1954. Lucie Deveyle tisserande à Moly Sabata qui était restée fidèle à Anne Dangar aidera le jeune couple dans la vie quotidienne rurale de Sablons jusqu'en 1955, date à laquelle, après la grande crue du Rhône Jean-Claude et Yvette seront contraints de quitter Moly Sabata pour Villeneuve-lès-Avignons.

### Villeneuve-lès-Avignons (1956 à 1961)
Dès leur installation dans la maison de famille de Villeneuve au 24 montée du Fort, Jean-Claude et Yvette ouvrent une Poterie entrée libre. Après une première année difficile, la poterie de Villeneuve acquiert une renommée dans toute la région et grâce à l'afflux de touristes étrangers qui viennent visiter le Fort Saint-André, les céramiques et les statuettes d'Yvette et les poteries de Jean-Claude Libert sont dispersées auprès d'une clientèle d'Italiens, Hollandais, Allemands, Danois et Américains. Lassé par la poterie qui malgré son succès ne satisfait toujours pas l'artiste, Jean-Claude se remet à la peinture, commençant à entrevoir une sorte de libération du cubisme dont il se sentait un peu prisonnier pour découvrir les champs de l'abstraction lyrique. L'aventure de Villeneuve s'achève en 1961 après le décès de la mère de Jean-Claude Libert Marguerite.
De retour à Paris, Yvette, la femme de Jean-Claude Libert, donne naissance à Frédéric leur deuxième fils. Cette naissance comble de joie le peintre et lui donne un nouveau sursaut dans sa créativité.

### L'abstraction lyrique (1965 à 1990)
Après une remise en question de son parcours, il sortira vainqueur de cette période de doute grâce aux efforts de sa femme Yvette et à son nouveau poste de professeur à l’École des Arts Appliqués de Paris et des Métiers d'Art rue Ollivier de Serres qui lui donnera l'équilibre financier dont il avait besoin pour continuer à peindre. Son œuvre deviendra poème lyrique[style à revoir] à Bourg-la-Reine où il vivra de 1964 à 1970 environ jusqu'à sa mort dans sa maison d'Antony en 1995.

## Expositions et prix
- 1949 : Salon d'Automne
- 1950 : Salon des réalités nouvelles
- 1953 : Salon d'Automne de Lyon
- 1956 : Salon des 13 à Avignon, galerie Noseda
- Prix de peinture de la ville d'Avignon
- 1958 : prix de peinture d'Aix en Provence, décoration murale au Lycée Mistral d'Avignon
- 1959 : Exposition galerie Crillon à Avignon
- 1960 : Exposition Galerie Marcel Michaud à Lyon
- 1996 : Galerie Atelier Visconti, Paris
- 2005 : Maison des Arts d'Antony
- 2007 : Galerie Chabolle et Fontaine, Galerie Sabine Vazieux
- 2010 : Maison des Arts d'Antony (exposition Albert Gleizes et Moly Sabata)
- 2011-2012 : Galerie Édouard Ambroselli Paris
- 2016-2017 : Musée d'Art sacré de Fourvière (Albert Gleizes et ses disciples)
- 2017 : 90 ans de Moly-Sabata (Sablons, Isère)

## Acquisitions
- Musée Calvet d'Avignon en 1958
- Musée d'Art moderne en 1988
- Musée de Melbourne en 1995